# Jussi Mustjärv
Jussi Mustjärv (est. Mustjärv (Jussi Mustjärv)) – jezioro w Estonii, w prowincji Harjumaa, w gminie Kuusalu. Położone jest 5 km na południe od wsi Kemba. Ma powierzchnię 2 hektarów, linię brzegową o długości 911 m, długość 270 m i szerokość 190 m. Jest otoczone lasem. Należy do pojezierza Jussi (est. Jussi järved). Sąsiaduje z jeziorami Jussi Suurjärv, Jussi Pikkjärv, Jussi Kõverjärv, Jussi Väinjärv i Jussi Linajärv. Położone jest na terenie rezerwatu przyrody Põhja-Kõrvemaa (est. Põhja-Kõrvemaa looduskaitseala).